# Медиаэкономика
Медиаэкономика — экономическая дисциплина, которая занимается изучением СМИ как отдельной отрасли рыночной экономики, а также условий и элементов медиапроизводства.

## Сущность медиаэкономики
Медиаэкономика сосредоточена на рассмотрении микроэкономической составляющей — на конкретных медиаиндустриях и рынках потребления СМИ, а также на поведенческих особенностях субъектов рынка — производитель и потребитель медиапродуктов. В силу интегрированности системы СМИ в общественно-политические процессы макроэкономические факторы также оказывают значительное влияние на микроэкономические параметры.
В микроэкономике существует такой термин, как медиаэкономикс — это дисциплина, которая занимается проблемами экономии, то есть вопросами максимально полезного использования того, чем обладают медиапредприятия. Медиаэкономикс подразумевает анализ практического использования как материальных (деньги, помещения, техническое оснащение, оборудование и ПО), так и нематериальных ресурсов (информация, профессиональные кадры, задействованные в процессе создания, реализации и распространения СМИ), которое ведет к повышению эффективности как отдельно взятого СМИ, так и всей медиаиндустрии.

## Особенности медиаэкономики
С экономической точки зрения, индустрия СМИ значительно отличается ото всех традиционных индустрий. СМИ представляют собой «сдвоенный рынок» товаров и услуг, так как, с одной стороны, массмедиа генерируют контент для аудитории — создают товар, с другой стороны, оказывают услугу рекламодателям, предоставляя им доступ к аудитории — это и есть реклама. Термин «сдвоенного рынка» ввел в своей книге «Медиаэкономикс. Концепции и проблемы» Роберт Пикар, один из наиболее авторитетных медиаэкономистов.
Главное отличие медиаэкономики от иных отраслей проявляется по нескольким параметрам:
- по типу рынков, на которых конкурируют СМИ;
- по характеру конкуренции на этих рынках;
- по плотности вовлеченности отдельных видов СМИ в данной отрасли;
- по монопольным характеристикам[1].

При анализе эффективности СМИ по экономическим показателям можно выделить такие показатели, как взаимоотношение количества и качества рекламы и информационного контента, соотношение условий конкуренции и монополии, а также главных экономических метрик — спроса и предложения.

## Спрос и предложение в медиаэкономике
В медиаэкономике спрос — это совокупная потребность общества в товарах, изготовленных СМИ, то есть потребность в контенте и его содержании, которая складывается из суммы всех потребительских запросов аудитории СМИ.
Предложение в медиаэкономике отражает главную особенность медиаэкономики — сдвоенность рынка товаров и услуг (по Роберту Пикару) — и является намерением медиапредприятия продать товар (созданный контент) или же услугу (доступ рекламодателей к аудитории) на тех или иных условиях.

## Медиаэкономика в России
Данная экономическая дисциплина только начинает свое развитие на территории России и редко используется для анализа изменений на рынке СМИ. Однако исследователи подчеркивают такую особенность российского медиарынка, как сильная зависимость от макроэкономических показателей национальной экономики. Учёт данной взаимосвязи может помочь при прогнозировании развития индустрии СМИ и её отдельных секторов.